# Сухой док
Сухой док — разновидность стационарного дока, где корабль (судно) для докования, как правило, устанавливают ниже уровня прилегающей акватории.
Представляет собой бассейн специальной постройки, отделённый от акватории водонепроницаемым затвором — батопортом, с возможностью откачки воды или заполнения ею. Исторически — самый первый вид дока. Упоминали ещё в птолемеевском Египте. Самые большие из современных сухих доков позволяют докование сразу нескольких судов суммарной длиной свыше 1000 метров, прежде всего супертанкеров.
Камера дока — чаще всего железобетонная, хотя встречаются каменные, а в прошлом — и деревянные конструкции. Дно имеет опоры — кильблоки и прочие, для установки судна при доковании. Стенки приспособлены для доступа рабочих к корпусу судна, прежде всего в подводной части. Могут иметь ступенчатую форму или быть снабжёнными лесами. Имеет механическое оборудование — грузоподъёмные краны, лебёдки, помпы, осушительные системы, и так далее.
Для ввода судна в док открывают батопорт, уровень воды в доке сравнивают с акваторией, судно с помощью лебёдок вводят, устанавливают в назначенную позицию и выравнивают строго над приготовленными опорами. Смещение от неё может вызвать опасные деформации при посадке судна на опоры. После выравнивания батопорт закрывают, и воду из камеры откачивают электронасосами.
Для вывода док заполняют естественным путём из акватории, и судно подвсплывает. Когда уровень воды в доке сравнивают с уровнем акватории, батопорт открывают, позволяя судну выйти.